# Liga Insular do Príncipe
La Liga Insular do Príncipe (portoghese per "Lega insulare di Príncipe") è la massima competizione calcistica dell'isola di Príncipe, istituita nel 1977. La vincitrice del torneo si contende il campionato di calcio di Sao Tomé e Principe attraverso una finale in cui affronta i vincitori della Liga Insular de São Tomé.

## Squadre
Stagione 2017.
- 1º de Maio
- FC Porto Real
- GD Os Operários
- GD Sundy
- Sporting Clube do Príncipe
- UDAPB

## Albo d'oro
- 1977:
- 1978:
- 1979:
- 1980:
- 1981:
- 1982:
- 1983: non disputato
- 1984:
- 1985:
- 1986:
- 1987: non disputato
- 1988:
- 1989:
- 1990: GD Os Operários
- 1991:
- 1992: non disputato
- 1993: GD Os Operários
- 1994:
- 1995:
- 1996:
- 1997: non disputato
- 1998: GD Os Operários
- 1999: FC Porto Real
- 2000: GD Sundy
- 2001: GD Sundy
- 2002: non disputato
- 2003: 1º de Maio
- 2004: GD Os Operários
- 2005: non disputato
- 2006: non disputato
- 2007: UDAPB
- 2008 : no championship
- 2009 : GD Sundy
- 2010 : no championship
- 2011 : Sporting Clube do Príncipe
- 2012 : Sporting Clube do Príncipe[1]
- 2013 : FC Porto Real[2]
- 2014 : FC Porto Real[3]
- 2015 : Sporting Clube do Príncipe[4]
- 2016 : Sporting Clube do Príncipe[5]
- 2017 : GD Os Operários[6]
- 2018 : FC Porto Real[7]